# Pax mongolica
Pax Mongolica è un termine usato da molti storici per definire la condizione di relativa sicurezza all'interno dell'Impero mongolo. Nel Seicento Abdul Ghazi scrisse che "una vergine con un piatto d'oro poteva girare indisturbata da un angolo all'altro dell'impero".
Il termine è stato coniato sul modello di Pax Romana.

## Contesto storico
Alla sua morte nel 1227 Gengis Khan possedeva un impero di 26 milioni di chilometri quadrati, esteso dalla Cina settentrionale alla Siberia all'Asia centrale. Subito però si presentarono problemi per la successione: l'elezione di un Gran Khan richiedeva infatti la convocazione di una grande assemblea di tutti i capi mongoli (kuriltai), la cui organizzazione richiedeva molto tempo e costringeva a sospendere tutte le operazioni militari in corso. Inoltre l'elezione da parte del kurultai non garantiva che i candidati sconfitti al titolo di Gran Khan non si ribellassero o che riconoscessero il nuovo imperatore.
Il potere del primo successore di Gengis Khan, Ögödei, fu incontestato. Dopo la morte di costui nel 1241 seguirono due anni di incerto potere di Güyük, una reggenza di cinque anni e infine un ultimo periodo di stabilità sotto Möngke Khan. In seguito fu eletto Gran Khan Arig Bek, il quale fu però presto detronizzato da Kublai Khan: costui fu l'ultimo imperatore riconosciuto da tutto l'impero, e tuttavia si verificarono serie rivolte, e dopo la sua morte nel 1294, i vari khanati in cui si divideva l'impero si resero formalmente indipendenti.
Queste lotte interne non impedirono però che i Mongoli continuassero la loro espansione: sotto Ögödei essi conquistarono gran parte delle odierne Russia ed Ucraina, e sconfissero un esercito tedesco-polacco e uno ungherese nelle battaglie di Liegnitz e Mohi. In seguito essi irruppero nel Medio Oriente, saccheggiarono Baghdad (1258) e si spinsero fino alla Siria. L'espansione mongola fu però fermata dai Mamelucchi nella battaglia di Ayn Jalut (1260). Nel 1279 Kublai Khan riuscì a conquistare anche la Cina meridionale, fino ad allora retta dalla dinastia Song.

## Conseguenze della Pax Mongolica
L'Impero mongolo era sottoposto a un rigido assolutismo, le tasse erano pesanti e qualunque ribellione era punita con brutali repressioni. Anche il suo costo in vite umane fu pesante: si stima che almeno 40 milioni di persone siano morte in seguito alle invasioni ed alle loro conseguenze dirette (carestie, epidemie). Tuttavia la Pax Mongolica ebbe anche conseguenze positive: la via della seta, per esempio, fu riaperta sotto la protezione imperiale, ed in generale i traffici, nell'ordine imposto duramente dai Mongoli, fiorirono. Per gli europei i prezzi delle mercanzie asiatiche calarono, e la loro conoscenza del mondo (grazie ai viaggiatori che si recarono nell'impero, come Marco Polo, Giovanni da Pian del Carpine e Guglielmo di Rubruck) migliorò enormemente.